# Phlebodium pseudoaureum
Phlebodium pseudoaureum là một loài thực vật có mạch trong họ Polypodiaceae. Loài này được (Cav.) Lellinger miêu tả khoa học đầu tiên năm 1987.